# جان آرتور
جان آرتور (انگلیسی: Norman Arthur؛ زادهٔ ۶ مارس ۱۹۳۱) فرد نظامی اهل بریتانیا است. وی همچنین برندهٔ جوایزی همچون نشان حمام و نشان سلطنتی ویکتوریایی شده‌است.